# Peine (stacja kolejowa)
Peine – stacja kolejowa w Peine, w kraju związkowym Dolna Saksonia, w Niemczech. Znajdują się tu 2 perony.